# 신창섭 (1891년)
신창섭(申昌燮, 1891년 10월 ~ ?)은 일제강점기의 지방행정 관료이다.

## 생애
출신지는 충청남도 보령군이다. 한일 병합 조약 체결 직후인 1912년에 조선총독부 임시토지조사국 측량과의 기수로 임명되면서 토지조사 사업에 종사한 것을 시작으로 총독부 관리로 일하게 되었다.
1918년에 총독부 군서기가 되어 고향인 보령군에서 근무하기 시작했다. 이후 연기군과 충청남도 재무부 세무과, 총독부 전매국 전주전매지국의 예산출장소 등에서 차례로 재직했다. 1929년에 홍성군 재무주임으로 승진한 뒤, 1931년에는 고등관 8등의 총독부 군수로 발탁되어 서천군에 발령받았다. 이후 홍성군 군수를 지냈다.
서천군수로 재직 중이던 1935년에 총독부가 편찬한 《조선공로자명감》에 조선인 공로자 353명 중 한 명으로 수록되어 있다. 총독부가 시정 25주년을 기념하여 표창한 표창자 명단에도 들어 있다. 1934년 훈6등 서보장을 수여받는 등, 홍성군수를 맡고 있던 1937년을 기준으로 정5위 훈6등에 서위되어 있었다.
2008년 공개된 민족문제연구소의 친일인명사전 수록예정자 명단 중 관료 부문에 포함되었다.

## 참고 문헌
- 신창섭(申昌燮) - 국사편찬위원회